# Selenkiella
Selenkiella is een geslacht van zeekomkommers uit de familie Phyllophoridae.

## Soorten
- Selenkiella malayensis Heding & Panning, 1954
- Selenkiella paradoxa Cherbonnier, 1970
- Selenkiella siamensis Heding & Panning, 1954